# TVP 4K
TVP 4K war ein polnischsprachiger Fernsehsender, der von Telewizja Polska ausgestrahlt wurde. Der Sender wurde am 14. Juni 2018 um 16:30 Uhr im Zusammenhang mit der Fußball-Weltmeisterschaft 2018 gestartet und beendete seinen Sendebetrieb am 3. September 2018. Telewizja Polska ist damit der erste der drei großen Sender (TVN und Polsat), der einen Kanal in 4K-Qualität startet.
Der Sender zeigte 52 der 64 Spiele des Turniers.
Ab dem 19. Juli 2018 war der Sender exklusiv auf Orange TV (über Glasfasertechnologie) verfügbar und wiederholte täglich drei Spiele der Fußballweltmeisterschaft 2018.
Vom 23. Juli bis zum 3. September 2018 war der Sender TVP 4K über Satellit auf der Plattform nc+ zu empfangen.
Am 9. Juni 2021 nahm der Sender den Sendebetrieb im Testbetrieb über das terrestrische Fernsehen DVB-T2 wieder auf. Ab dem 11. Juni 2021 war es auch für Abonnenten der Plattform Canal+, Orange TV, Vectra, UPC, Toya, Inea und Asta-Net verfügbar. Er wurde bis zum 11. August ausgestrahlt und zeigte ausschließlich Spiele der Fußball-Europameisterschaft 2021.